# Remont średni
Remont średni – zespół czynności wykonywanych w celu przywrócenia prawidłowej eksploatacji części lub też całej maszyny lub urządzenia itp. Połączony jest z częściową rozbiórką.
Wykonywany jest w większym zakresie niż remont bieżący, a w mniejszym niż remont kapitalny. Obejmuje wymianę i naprawę niektórych zużytych części lub podzespołów, zapewniając im prawidłową dalszą eksploatację.